# Michael Sir
Pour les articles homonymes, voir Sir.
Michael Sir (né le 24 mars 1862 à Wernberg et mort le 15 juillet 1937 dans la même ville) est un homme d'affaires et homme politique du Haut-Palatinat.

## Carrière
Il étudie à l'école primaire ainsi que l'école de formation commerciale et supérieure, apprend le métier puis travaille dans l'entreprise de ses parents pour les produits coloniaux et manufacturés à Wernberg, qu'il reprend en 1884.
En 1887, il est nommé conseiller municipal à Wernberg et en 1893, il est nommé maire. En même temps, il devient conseiller de district. En tant que candidat du Zentrum dans la circonscription d'Amberg, il entre à la Chambre des députés (de) de l'Assemblée des États de Bavière (de) en 1899, dont il sera membre jusqu'en 1907. De juin 1903 à novembre 1918, il est également député du Reichstag.
Il est membre du conseil d'administration de l'Association de prêt de Wernberg et membre du comité de district de l'Association des associations de prêt du Haut-Palatinat.